# Masazumi Inada
Masazumi Inada (稲田 正純, Inada Masazumi), né le 27 août 1896 dans la préfecture de Tottori et 24 janvier 1986, est un général de l'armée impériale japonaise qui fut condamné à 7 ans de prison après la Seconde Guerre mondiale pour avoir permis des atrocités sur des prisonniers de guerre.

## Biographie
Né dans la préfecture de Tottori, Inada sort diplômé de la 29e promotion de l'académie de l'armée impériale japonaise en 1917 où il se spécialise dans l'artillerie. Il sort ensuite diplômé de la 37e promotion de l'école militaire impériale du Japon avec les honneurs en 1925.
Après avoir servi à divers postes administratifs à l'État-major de l'armée impériale japonaise, Inada est affecté comme attaché militaire en France de 1929 à 1931. Promu colonel, il sert comme chef de la 2e section (Manœuvres & Plans de guerre) au 1er bureau de l'État-major de 1938 à 1939, et est ainsi impliqué dans la planification de la bataille de Wuhan et des opérations suivantes de la seconde guerre sino-japonaise. Il participe également aux plans de la bataille du lac Khassan et de la désastreuse bataille de Khalkhin Gol durant les conflits frontaliers soviéto-japonais. 
En 1940, Inada est nommé commandant du régiment d'artillerie lourde basé à Acheng dans le nord du Mandchoukouo. En 1941, il devient vice-chef d'État-major de la 5e armée au Mandchoukouo. Il est promu Général de brigade en 1941 et devient chef d'État-major de la 5e armée en 1942.
Inada devient ensuite vice-chef d'État-major du groupe d'armées expéditionnaire japonais du Sud sur le théâtre du Pacifique de 1942 à 1943. Pour soutenir les forces japonaises en Nouvelle-Guinée, il est envoyé en 1943 pour commander la 2e zone d'opérations locale. En 1944, il devient commandant de la 6e division aérienne (en). Plus tard dans l'année, en raison d'un incident diplomatique en Thaïlande, il est placé dans la réserve puis réaffecté comme commandant du 3e commandement des navires de transport, basé à Singapour. Promu Général de division en avril 1945, Inada est chef d' État-major de la 16e armée régionale jusqu'à la reddition du Japon.
Après la guerre, Inada est arrêté par les autorités d'occupation américaines et passe devant un tribunal militaire à Yokohama pour crimes de guerre. Il est jugé coupable d'avoir permis des atrocités contre des prisonniers de guerre dans la région de Fukuoka durant la guerre et est condamné à 7 ans de prison en avril 1946. Il est libéré en 1951 et meurt en 1986.